# Акт об авторском праве (1911)
Акт об авторском праве 1911 года, также известный как Имперский Акт об авторском праве 1911 года, ― закон, принятый парламентом Соединенного Королевства, который получил королевскую санкцию 16 декабря 1911 года. Акт внёс значительные поправки в существовавшее законодательство Великобритании об авторском праве, разработанное по рекомендации Королевской комиссии в 1878 году. Все предыдущие законодательные акты об авторском праве с его принятием также были аннулированы. В акте были реализованы поправки, принятые по итогам первого пересмотра Бернской конвенции об охране литературных и художественных произведений в 1908 году.
Акт вступил в силу в Великобритании 1 июля 1912 года, на Нормандских островах (кроме Джерси) ― 1 июля 1912 года, на Джерси ― 8 Марта 1913, и на острове Мэн ― 5 июля 1912. Акт об авторском праве 1911 года распространялся на территорию всей Британской империи. В Индии этот закон вступил в силу 30 октября 1912 года, в Папуа ― 1 февраля 1931, во всех других английских владениях ― 1 июля 1912 года. Он принимался в различное время как и в самоуправляющихся доминионах Британии, так и на «территориях под охраной» Британской империи. «Акт об авторском праве 1911 года (дополнение для Палестины)», принятый в 1924 году, действовал в Палестине, а позднее и в Израиле, где продолжал действовать до тех пор, пока Закон об авторском праве Израиля 2007 года не вступил в силу в мае 2008 года.

## Содержание Акта
В течение двух веков после Статута королевы Анны 1710 года, согласно которому государством предоставлялась защита авторских прав на книги, все прочие произведения со временем также стали обеспечиваться защитой авторского права либо на основе прецедентного права, как в случае с музыкой, либо посредством актов парламента, как в случае с гравюрами, картинами, рисунками и фотографиями: для них были приняты Акт об авторском праве на гравюры 1734 года и Акт об авторском праве на произведения живописи 1862 года.
Акт об авторском праве 1911 года вмещал в себя все принятые ранее законы об авторском праве, и, помимо незначительных исключений, аннулировал всё старое законодательство об авторском праве, устанавливая единый закон, охватывающий все формы этого права.
В акте 1911 года были реализованы положения Бернской конвенции, которая отменила распространение авторского права, основанного на общем праве на неопубликованные работы. Акт 1911 года также принимал во внимание новые технологические разработки, устанавливая авторское право на звукозаписи, о которых в Бернской конвенции ничего не упоминалось.
Акт 1911 года отменял необходимость регистрации произведения в ливрейной компании Worshipful Company of Stationers: авторское право начало распространяться с момента создания произведения. Однако, поскольку Акт вступил в силу в разных странах Содружества в различное время, регистрация произведений в Worshipful Company of Stationers по-прежнему требовалась в некоторых странах Содружества и после 1911 года. Акт постановлял, что авторское право возникает в результате факта создания, а не публикации.
Сфера распространения авторского права была расширена: производителям звукозаписей было предоставлено исключительное право запрещать другим лицам воспроизводить их записи, в том числе на публике. Акт также предусматривал, что авторское право на литературные, кинематографические и музыкальные произведения, может быть ущемлено при изготовлении плёнки или при иных механических воздействиях на объект авторского права.

## Принятие
За исключением некоторых положений, применимых исключительно по отношению к Соединённому Королевству, все положения Акта 1911 года были применимы «на территории всех доминионов Его Величества». Акт об авторском праве 1911 года был адаптирован в странах-членах Британского Содружества к национальной специфике и был принят в качестве собственного закона парламентами Австралии (Акт об авторском праве Австралии 1912 года), Ньюфаундленда (Акт об авторском праве Ньюфаундленда 1912 года) и Южно-Африканского Союза (Акт о патентах, проектах, товарных знаках и авторском праве Южно-Африканского Союза 1916 года). Акт об авторском праве 1911 года также постановлял, что государственный секретарь Великобритании может подтверждать принятые в доминионах законы об авторском праве только при том условии, если они являются «по существу идентичными» Акту 1911 года. Впрочем, здесь на самом деле допускается исключение: законы доминионов могут быть одобрены госсекретарём Великобритании в том числе и в том случае, если существенно различаются их положения о принудительном применении закона или об ограничении ввоза произведений, «созданных в зарубежных странах».
Акт об авторском праве 1911 года гласил, что «Его Величество может королевским указом распространить этот закон на любой территории под его защитой и на Кипре», после чего на этих территориях Британской империи он будет распространяться даже в том случае, если они не имели статуса доминиона. В 1912 году королевским указом был принят Акт об авторском праве 1911 года на Кипре и на многих других территориях: Бечуаналенд, Восточная Африка, Гамбия, Острова Гилберта и Эллиса, Северная Нигерия, Золотой Берег, Ньясаленд, Северная Родезия, Южная Родезия, Сьерра-Леоне, Сомалиленд, Южная Нигерия, Соломоновы острова, Свазиленд, Уганда и Вэйшэн. Акт об авторском праве 1911 года был принят в Палестине королевским указом в 1924 году, в Танганьике ― в 1924 и в 1931, в  Федерированных малайских государствах ― в 1931 и в 1932, в Британском Камеруне ― в 1933 году.

## Влияние
Акт об авторском праве 1911 года являл собой шаблон для подхода к исключениям из авторского права, т.е. составлению конкретного перечня случаев разрешённого использования защищённых авторским правом работ. Акт 1911 года лёг в основу современного авторского права в Великобритании и авторского права многих бывших британских колоний и доминионов. Хотя многие из этих стран имели свои законодательства об авторском праве в течение значительного количества лет, большинство из них всё же следуют имперской модели, разработанной в 1911 году. Законодательства Австралии, Канады, Индии, Новой Зеландии, Сингапура и Южной Африки, к примеру, определяют ограничения и исключения из авторского права, предоставляя исчерпывающий перечень конкретно определённых исключений: такой же подход был представлен и в Акте 1911 года.

### Подход стран Содружества к исключениям из авторского права
«Подход Содружества» к авторскому праву находится в некотором контрасте с положениями Закона об авторском праве США. Авторское право США действительно содержит ряд конкретных исключений к нему и также обеспечивает добросовестное использование, что закрепляется параграфом 107 Закона об авторском праве США 1976 года. В параграфе приводится перечень примеров применения добросовестного использования. Однако в отличие от законодательства стран Содружества, где устанавливаются строгие исключения о честном использовании, концепция добросовестного использования является более гибкой и позволяет трактовать исключения из авторского права более широко (если действие не имеет коммерческого характера), в то время как честное использование никак не может применяться к правовому акту, не попадающему в категорию исключений.